# Mesosemia cordillerensis
Mesosemia cordillerensis is een vlindersoort uit de familie van de prachtvlinders (Riodinidae), onderfamilie Riodininae.
Mesosemia cordillerensis werd in 1993 beschreven door Salazar & Constantino.